# Lijst van nummer 1-hits in de Billboard Hot 100 in 2012
Deze hits stonden in 2012 op nummer 1 in de Billboard Hot 100, de bekendste Amerikaanse hitlijst.
| Nummer | Datum        | Artiest                 | Titel                                   |
| ------ | ------------ | ----------------------- | --------------------------------------- |
| 1010   | 7 januari    | LMFAO                   | Sexy and I know it                      |
|        | 14 januari   | LMFAO                   | Sexy and I know it                      |
| 1009   | 21 januari   | Rihanna & Calvin Harris | We found love                           |
|        | 28 januari   | Rihanna & Calvin Harris | We found love                           |
| 1011   | 4 februari   | Adele                   | Set fire to the rain                    |
|        | 11 februari  | Adele                   | Set fire to the rain                    |
| 1012   | 18 februari  | Kelly Clarkson          | Stronger (What doesn't kill you)        |
|        | 25 februari  | Kelly Clarkson          | Stronger (What doesn't kill you)        |
| 1013   | 3 maart      | Katy Perry              | Part of me                              |
| 1012   | 10 maart     | Kelly Clarkson          | Stronger (What doesn't kill you)        |
| 1014   | 17 maart     | Fun. & Janelle Monáe    | We are young                            |
|        | 24 maart     | Fun. & Janelle Monáe    | We are young                            |
|        | 31 maart     | Fun. & Janelle Monáe    | We are young                            |
|        | 7 april      | Fun. & Janelle Monáe    | We are young                            |
|        | 14 april     | Fun. & Janelle Monáe    | We are young                            |
|        | 21 april     | Fun. & Janelle Monáe    | We are young                            |
| 1015   | 28 april     | Gotye & Kimbra          | Somebody that I used to know            |
|        | 5 mei        | Gotye & Kimbra          | Somebody that I used to know            |
|        | 12 mei       | Gotye & Kimbra          | Somebody that I used to know            |
|        | 19 mei       | Gotye & Kimbra          | Somebody that I used to know            |
|        | 26 mei       | Gotye & Kimbra          | Somebody that I used to know            |
|        | 2 juni       | Gotye & Kimbra          | Somebody that I used to know            |
|        | 9 juni       | Gotye & Kimbra          | Somebody that I used to know            |
|        | 16 juni      | Gotye & Kimbra          | Somebody that I used to know            |
| 1016   | 23 juni      | Carly Rae Jepsen        | Call me maybe                           |
|        | 30 juni      | Carly Rae Jepsen        | Call me maybe                           |
|        | 7 juli       | Carly Rae Jepsen        | Call me maybe                           |
|        | 14 juli      | Carly Rae Jepsen        | Call me maybe                           |
|        | 21 juli      | Carly Rae Jepsen        | Call me maybe                           |
|        | 28 juli      | Carly Rae Jepsen        | Call me maybe                           |
|        | 4 augustus   | Carly Rae Jepsen        | Call me maybe                           |
|        | 11 augustus  | Carly Rae Jepsen        | Call me maybe                           |
|        | 18 augustus  | Carly Rae Jepsen        | Call me maybe                           |
| 1017   | 25 augustus  | Flo Rida                | Whistle                                 |
| 1018   | 1 september  | Taylor Swift            | We are never ever getting back together |
|        | 8 september  | Taylor Swift            | We are never ever getting back together |
| 1017   | 15 september | Flo Rida                | Whistle                                 |
| 1018   | 22 september | Taylor Swift            | We are never ever getting back together |
| 1019   | 29 september | Maroon 5                | One more night                          |
|        | 6 oktober    | Maroon 5                | One more night                          |
|        | 13 oktober   | Maroon 5                | One more night                          |
|        | 20 oktober   | Maroon 5                | One more night                          |
|        | 27 oktober   | Maroon 5                | One more night                          |
|        | 3 november   | Maroon 5                | One more night                          |
|        | 10 november  | Maroon 5                | One more night                          |
|        | 17 november  | Maroon 5                | One more night                          |
|        | 24 november  | Maroon 5                | One more night                          |
| 1020   | 1 december   | Rihanna                 | Diamonds                                |
|        | 8 december   | Rihanna                 | Diamonds                                |
|        | 15 december  | Rihanna                 | Diamonds                                |
| 1021   | 22 december  | Bruno Mars              | Locked out of heaven                    |
|        | 29 december  | Bruno Mars              | Locked out of heaven                    |

1940 ·
1941 · 
1942 ·
1943 ·
1944 ·
1945 ·
1946 ·
1947 ·
1948 ·
1949 ·
1950 ·
1951 ·
1952 ·
1953 ·
1954 ·
1955 ·
1956 ·
1957 ·
1958 ·
1959 ·
1960 ·
1961 ·
1962 ·
1963 ·
1964 ·
1965 ·
1966 ·
1967 ·
1968 ·
1969 ·
1970 ·
1971 ·
1972 ·
1973 ·
1974 ·
1975 ·
1976 ·
1977 ·
1978 ·
1979 ·
1980 ·
1981 ·
1982 ·
1983 ·
1984 ·
1985 ·
1986 ·
1987 ·
1988 ·
1989 ·
1990 ·
1991 ·
1992 ·
1993 ·
1994 ·
1995 ·
1996 ·
1997 ·
1998 ·
1999 ·
2000 ·
2001 ·
2002 ·
2003 ·
2004 ·
2005 ·
2006 ·
2007 ·
2008 ·
2009 ·
2010 ·
2011 ·
2012 ·
2013 ·
2014 ·
2015 ·
2016 ·
2017 ·
2018 ·
2019 ·
2020 ·
2021 ·
2022 ·
2023
- Nederland (Top 40)
- Nederland (Single Top 100)
- Nederland (3FM Mega Top 50)
- Nederland (iTunes Top 30)
- Nederland (Graadmeter)
- Vlaanderen (Radio 2 Top 30)
- Vlaanderen (Ultratop 50)
- Vlaanderen (Top 30 van Ultratop)
- Vlaanderen (De Afrekening)
- Wallonië
- Australië
- Canada
- Denemarken
- Duitsland
- Finland
- Frankrijk
- Ierland
- Italië
- Luxemburg
- Nieuw-Zeeland
- Noorwegen
- Oostenrijk
- Polen
- Portugal
- Spanje
- Verenigd Koninkrijk
- Verenigde Staten (Hot 100)
- Zweden
- Zwitserland